# Damboxning

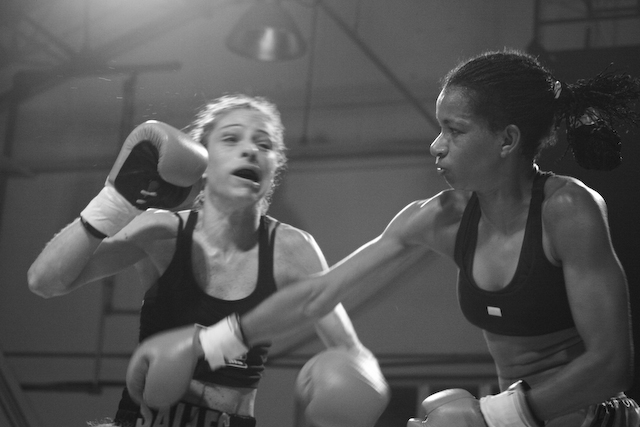
Renata Cristina Dos Santos Ferreira mot Adriana Salles.

Damboxning är den boxning som utövas av kvinnor.
Damboxning var en olympisk demonstrationsgren 1904. Under större delen av 1900-talet var damernas boxning förbjuden i många länder. 1988 började dock Svenska Boxningsförbundet med damtävlingar för amatörer, och 1997 gjorde British Amateur Boxing Association samma sak. Mot slutet av 1900-talet tog AIBA fram regler för damboxning.
Den 14 augusti 2009 meddelades att damboxning tas upp på det olympiska programmet 2012.

### Fotnoter
1. ↑  ”Några av damboxningens milstolpar”. Frida Wallberg. Arkiverad från originalet den 22 april 2013. https://web.archive.org/web/20130422200047/http://fridawallberg.webs.com/. Läst 13 maj 2012.